# Siphonoporella dumonti
Siphonoporella dumonti är en mossdjursart som beskrevs av Canu och Bassler 1928. Siphonoporella dumonti ingår i släktet Siphonoporella och familjen Steginoporellidae. Inga underarter finns listade i Catalogue of Life.